# Wa (mniejszość narodowa)
Wa, Va (birm. wa̰ lùmjóʊ; chiń. 佤族, pinyin: Wǎ zú) – grupa etniczna zamieszkująca głównie północną Mjanmę, w stanach Shan i Kachin oraz przygraniczne rejony ChRL. Ich liczebność w Mjanmie wynosi ponad 400 tys., na terenie Chin szacuje się na ok. 400 tys. osób. Niektórzy zachowali język wa należący do grupy mon-khmer w ramach rodziny austroazjatyckiej. Stanowią jedną z 136 oficjalnie uznanych grup mniejszościowych w Mjanmie i jedną z 55 mniejszości etnicznych w Chinach.

## Kultura materialna
Wa prowadzą życie osiadłe, zajmują się głównie rolnictwem. Wioski budują zazwyczaj wysoko na wzgórzach, niektóre z nich istnieją kilkaset lat.

## Religia
Wa tradycyjnie są animistami, do lat 60. XX wieku byli łowcami głów. Ludzkie głowy wywieszano przed domostwami, co miało chronić przed złymi duchami i zapewnić dobre plony. Obecnie niektórzy pod wpływem sąsiednich Dai przyjęli buddyzm therawada, inni zaś chrześcijaństwo.